# ویلافرانا سیکولا
ویلافرانا سیکولا (به ایتالیایی: Villafranca Sicula) یک کومونه در ایتالیا است که در استان آگریجنتو واقع شده‌است. ویلافرانا سیکولا ۱۷٫۷ کیلومتر مربع مساحت و ۱٬۴۹۶ نفر جمعیت دارد و ۳۲۶ متر بالاتر از سطح دریا واقع شده‌است.